# Connie Crothers
Constance Rhea Crothers (Palo Alto (Californië), 2 mei 1941 – Manhattan (New York), 13 augustus 2016) was een Amerikaanse jazzpianiste en componiste.

## Biografie
Connie Crothers kreeg op jonge leeftijd klassieke pianoles en trad op 12-jarige leeftijd publiek op als muzikaal wonderkind. Op 18-jarige leeftijd begon ze een studie compositie aan de University of California, Berkeley, maar beëindigde deze studie echter, toen ze merkte dat ze zich in het jargon van het serialisme muzikaal niet voldoende kon uiten. Op zoek naar mogelijkheden om haar creativiteit uit te drukken, ontdekte ze de jazz en studeerde ze bij Lennie Tristano. In 1972 trad ze voor de eerste keer in het openbaar op in de Carnegie Recital Hall.
Crothers telt tot de belangrijkste improvisatoren, die spelen in de Tristano-traditie en was medeoprichtster van de Lennie Tristano Jazz Foundation. Crothers werkte samen met een reeks jazzmuzikanten als Max Roach, met wie ze het duoalbum Swish (1982) opnam, en met Henry Grimes. Onder haar eigen naam ontstond sinds de jaren 1970 een reeks van solo-, duo- en kwartetopnamen met eigen composities bij het door haar opgerichte label New Artists, waar ze speelde als soliste en waabij naast Roach ook Joe Solomon, Roger Mancuso, Richard Tabnik, Richard Twardzik, Lenny Popkin, Cameron Brown, Carol Tristano en Rich Califano meewerkten. Bovendien speelde ze o.a. met Lee Konitz, Jemeel Moondoc (Vision-Festival 2003) en Roscoe Mitchell. Ze was ook werkzaam als muziekpedagoge en had een grote groep leerlingen.

## Overlijden
Connie Crothers overleed in augustus 2016 op 75-jarige leeftijd aan de gevolgen van kanker.

## Discografie
- 1984: Concert at Cooper Union (New Artists)
- 1988: Love Energy (Wire)
- 1989: New York Night (New Artists)
- 1993: Jazz Spring (New Artists)
- 1993-1994: Deep into the Center (New Artists)
- 1996: Session (New Artists)
- 2005: Live at Outpost Performance Space (New Artists)
- 2009: Spontaneous Suite for Two Pianos (RogueArt) met David Arner
- 2017: Pauline Oliveros & Connie Crothers: Live at the Stone